# Apocryphon
Apocryphon är det fjärde studioalbumet av amerikanska heavy metal-bandet The Sword. Albumet släpptes i Amerika 22 oktober på skivbolaget Razor & Tie. I Europa hanterades albumet av skivbolaget Napalm Records.

## Låtlista
1. "The Veil of Isis" - 5:32
2. "Cloak of Feathers" - 5:25
3. "Arcane Montane" - 4:06
4. "The Hidden Masters" - 4:49
5. "Dying Earth" - 5:22
6. "Execrator" - 2:46
7. "Seven Sisters" - 3:30
8. "Hawks & Serpents" - 4:31
9. "Eyes of the Stormwitch" - 3:10
10. "Apocryphon" - 4:59

### Bonusspår (Deluxe edition)
1. "Arrows in the Dark (Live at Emo's / Austin, TX)" - 4:52
2. "Barael's Blade (Live at Stubb's BBQ /Austin, TX)" - 2:58
3. "The Chronomancer II: Nemesis (Live at Stubb's BBQ /Austin, TX)" - 6:04
4. "Ebethron (Live at Stubb's BBQ /Austin, TX)" - 6:35
5. "Cheap Sunglasses (ZZ Top cover)" - 4:17